# Arthur King
Arthur King è una serie a fumetti italiana di umoristica di fantascienza incentrata sull'omonimo personaggio ideato da Lorenzo Bartoli e Andrea Domestici nel 1993. La serie venne edita fino al 1996 ed ebbe inizialmente notevole successo, arrivando a oltre 10 000 copie vendute.

## Storia editoriale
La serie esordì con un "numero zero" a novembre 1993, presentato durante una fiera di fumetti, Lucca Comics, e, dal 1994 venne edita mensilmente inizialmente dalla Cierre Editrice fino a dicembre 1995 per 19 numeri e poi, da gennaio 1996, venne ripresa la pubblicazione da parte di un altro editore, Macchia Nera, che ne proseguì la pubblicazione raddoppiandone la foliazione (64 pagine al posto delle normali 32) fino a dicembre 1996 con il n. 31. Oltre agli albi regolari sono stati pubblicati diversi speciali e un romanzo breve scritto da Lorenzo Bartoli, Sempre sentirai le voci.
La serie è stata ristampata in grande formato da DEd'A e poi in un volume, Arthur King director's cut, da 001. Nel 2018 una selezione di storie è stata pubblicata in un volume dalla Cut-Up Publishing.
Una ultima storia inedita, incompleta, venne pubblicata nel 2018 nel volume, Arthur King: Re per una notte, scritta da Lorenzo Bartoli anni addietro e disegnata da Domestici, che presenta 20 tavole colorate da Dorotea Gizzi e 58 in bianco e nero. Si tratta di un crossover con il personaggio di Alice Dark.

## Trama
Arthur King è uno scienziato che, assieme al padre Orion, scopre come costruire cyborg non solo senzienti, ma capaci di provare emozioni umane. La scoperta viene però utilizzata per scopi malvagi da colui che sarà il principale antagonista di Arthur King, l'imperatore Sandor III, che crea un esercito di cyborg per controllare meglio tutto l'universo che già domina. Arthur King, allora, un po' per senso di colpa e un po' per senso di giustizia, diventa un cacciatore di cyborg. Nella sua missione è aiutato dal draghetto Rex.

## Altri media
- Sempre sentirai le voci (1995): romanzo breve scritto da Lorenzo Bartoli[1][2]